# Parti pirate (Islande)
Pour Parti pirate, voir Liste des partis pirates.
Le Parti pirate (en islandais : Píratar) est un parti politique islandais fondé en 2012 par Birgitta Jónsdóttir (précédemment membre du parti Le Mouvement) et plusieurs activistes d'Internet, dont Smári McCarthy. Il est membre du Parti pirate européen et a été membre du Parti pirate international de 2013 à 2015.

## Idéologie
Le parti n'a pas officiellement pris de position en faveur ou contre l'adhésion de l'Islande à l'Union européenne. Le parti a cependant conclu la chose suivante dans une politique de parti de l'Union européenne :
- L'Islande ne doit jamais devenir un membre de l'Union européenne à moins que l'accord d'adhésion ne soit soumis à un référendum après avoir été présenté à la nation d'une façon impartiale.

- Si l'Islande rejoint l'Union européenne, le pays sera représenté en une seule circonscription électorale lors d'une élection au Parlement européen.

- Si l'Islande rejoint l'Union européenne, l'islandais sera une de ses langues officielles.

- Si les négociations sur l'adhésion de l'Islande à la halte de l'Union européenne, ou l'adhésion, sont rejetées par l'un ou l'autre des parties, un examen de l'accord sur l'Espace économique européen doit être effectué, pour mieux assurer l'autodétermination de l'Islande. Il est inacceptable que l'Islande soit entièrement impliquée dans les législations européennes dans des accords d'affaires, sans obtenir de représentants ou d'audience.

- Les conditions des pirates pour l'adhésion de l'Islande à l'Union européenne sont que l'Islande sera exemptée d'adopter la directive 2006/24/CE sur la conservation des données (la Cour de justice européenne la déclare invalide  en avril 2014) et le règlement quant à l'exécution de réclamations incontestées (1869/2005/EC), qui défierait autrement des droits de l'Homme fondamentaux.

Le Parti pirate islandais défend un modèle scandinave de l'État-providence, souhaiterait mettre en place un revenu universel tout en préconisant la liberté du marché où chaque agent économique pourrait s'enrichir librement sans que ses prélèvements fiscaux en soient d'autant augmentés. 
Ce parti s’attache aussi à réformer les droits de la propriété intellectuelle, comme le copyright, les brevets et la protection des œuvres. Le programme comprend aussi un soutien au renforcement des libertés sur Internet et à protéger la vie politique de l'ingérence des entreprises. 
Le 4 juillet 2013, un projet de loi a été présenté au Parlement qui, si passé, accorde immédiatement la citoyenneté islandaise à Edward Snowden. L'auteur du projet de loi était Helgi Hrafn Gunnarsson (Parti pirate) et était soutenu par les autres membres du Parti pirate, Ögmundur Jónasson (Mouvement des verts et de gauche), Páll Valur Björnsson (Avenir radieux) et Helgi Hjörvar (Alliance).  
Un vote a été entrepris pour déterminer si le projet de loi serait mis à l'ordre du jour parlementaire mais il n'a pas reçu assez de soutiens.

## Histoire

### Débuts électoraux
Dans leur première participation électorale, lors des élections législatives de 2013, le Parti pirate a gagné 5,1 % des suffrages, juste au-dessus du seuil de 5 % exigé pour gagner la représentation dans l'Althing. Les trois membres élus, Birgitta Jónsdóttir, Helgi Gunnarsson et Jón ÓLafsson, ont été les premiers pirates élus à une élection nationale dans le monde.
Après l'attentat contre Charlie Hebdo du 7 janvier 2015, le Parti pirate a commencé une campagne pour abroger les lois de blasphème en Islande. Les lois, qui ont été présentées en 1940, ont été abrogées avec succès début juillet 2015. L'abrogation, présentée par le Parti pirate, dit : « la liberté d'expression est une des pierres angulaires de la démocratie. Il est fondamental pour une société libre que les gens puissent s'exprimer eux-mêmes, sans craindre de punition, de la part des autorités ou de toute autre personne. ». Pendant le vote sur l'abrogation, les trois députés du parti à l'Althing se sont levés et ont déclaré « Je suis Charlie », en solidarité avec le magazine satirique français.

### Progression dans les sondages
En 2015, le parti obtient un soutien croissant de la population pour devenir, à partir d'avril 2015, le parti en tête des sondages d'opinion. En juin 2015, avec 34,1 % de bonnes opinions, le parti devance à lui seul les deux partis de la coalition gouvernementale combinés (respectivement 23 % et 8,9 % pour le Parti de l'indépendance et le Parti du progrès). Ce score, appliqué à une élection législative, lui permettrait d'obtenir 24 sièges sur 63 à l'Althing. Trois mois plus tard, début septembre 2015, le parti continue de dominer les sondages et atteint un seuil historique de 36 % d'opinions favorables, là où la coalition des deux partis au pouvoir atteint 33 %.
En avril 2016, des manifestations populaires au sujet de l'implication du Premier ministre dans les Panama Papers ont éclaté et impliquaient un pourcentage massif de la population. Elles ont été considérées comme « les plus grandes manifestations qu'on ait pu voir dans un pays au monde ». À la suite de ce scandale, les sondages d'avril 2016 ont donné le Parti pirate à 43 % alors que le Parti de l'indépendance est à 21,6 %.

### Percée aux élections législatives de 2016
Le Parti pirate, longtemps en tête des sondages, arrive troisième des élections législatives islandaises de 2016 avec 14 % des voix, et obtient 10 sièges à l'Althing comme le Mouvement des verts et de gauche.
Birgitta Jónsdóttir, leader du Parti pirate a annoncé être déçue du soutien du « gouvernement Panama », faisant allusion aux membres du gouvernement dont Bjarni Benediktsson, chef du Parti de l'indépendance, concernés par le scandale des Panama Papers, tout en étant heureuse de la forte progression du Parti pirate, qui gagne 10 sièges à l'Althing contre 3 aux élections de 2013.
Le Parti pirate échoue cependant faire aboutir les négociations avec les autres partis en vue de la formation d'une coalition gouvernementale. Nommé le 11 janvier 2017 et dirigé par Bjarni Benediktsson, le nouveau gouvernement est formé d'une coalition entre le Parti de l'indépendance, Viðreisn et Avenir radieux.
Lors des élections législatives de 2017, tenues à la suite de la chute du gouvernement de Bjarni Benediktsson, le parti recule en dessous de la barre des 10 % des suffrages. Toutefois, il prend part à des discussions en vue de la formation d'un gouvernement avec le Mouvement des verts et de gauche, l'Alliance et le Parti du progrès.

## Résultats électoraux

### Législatives: au niveau national
| Élection | Voix   | %     | Sièges  | Gouvernement        |
| -------- | ------ | ----- | ------- | ------------------- |
| 2013     | 9 647  | 5,10  | 3 / 63  | Opposition          |
| 2016     | 27 449 | 14,48 | 10 / 63 | Opposition          |
| 2017     | 18 051 | 9,20  | 6 / 63  | Opposition          |
| 2021     | 17 233 | 8,63  | 6 / 63  | Opposition          |
| 2024     | 6 411  | 3,02  | 0 / 63  | Extra-parlementaire |

### Législatives: par circonscription
| Année | Nord Ouest | Nord Ouest | Nord Est | Nord Est | Sud  | Sud    | Sud Ouest | Sud Ouest | Reykjavik Sud | Reykjavik Sud | Reykjavik Nord | Reykjavik Nord |
| Année | %          | Sièges     | %        | Sièges   | %    | Sièges | %         | Sièges    | %             | Sièges        | %              | Sièges         |
| ----- | ---------- | ---------- | -------- | -------- | ---- | ------ | --------- | --------- | ------------- | ------------- | -------------- | -------------- |
| 2013  | 3,1        | 0 / 8      | 3,0      | 0 / 10   | 4,7  | 0 / 10 | 5,0       | 1 / 13    | 6,2           | 1 / 11        | 6,9            | 1 / 11         |
| 2016  | 10,9       | 1 / 8      | 10,0     | 1 / 10   | 12,8 | 1 / 10 | 13,6      | 2 / 13    | 17,3          | 2 / 11        | 19,0           | 3 / 11         |
| 2017  | 6,8        | 0 / 8      | 5,5      | 0 / 10   | 7,1  | 1 / 10 | 8,3       | 1 / 13    | 11,4          | 2 / 11        | 13,6           | 2 / 11         |
| 2021  | 6,3        | 0 / 8      | 5,3      | 0 / 10   | 5,6  | 0 / 10 | 8,3       | 1 / 13    | 10,9          | 2 / 11        | 12,8           | 3 / 11         |

## Popularité
| Date              | %     | Évolution |
| ----------------- | ----- | --------- |
| 30 novembre 2012  | 0,40  | -         |
| 31 décembre 2012  | 2,50  | + 2,10    |
| 31 janvier 2013   | 2,10  | - 0,40    |
| 28 février 2013   | 2,30  | + 0,20    |
| 14 mars 2013      | 3,80  | + 1,50    |
| 2 avril 2013      | 4,40  | + 0,60    |
| 11 avril 2013     | 6,60  | + 2,20    |
| 18 avril 2013     | 8,40  | + 1,80    |
| 26 avril 2013     | 6,10  | - 2,30    |
| 31 mai 2013       | 5,90  | - 0,20    |
| 30 juin 2013      | 6,80  | + 0,90    |
| 31 juillet 2013   | 9,20  | + 2,40    |
| 31 août 2013      | 7,80  | - 1,40    |
| 30 septembre 2013 | 6,80  | - 1,00    |
| 31 octobre 2013   | 8,20  | + 1,40    |
| 30 novembre 2013  | 8,50  | + 0,30    |
| 31 décembre 2013  | 10,70 | + 2,20    |
| 31 janvier 2014   | 8,10  | - 2,60    |
| 28 février 2014   | 9,80  | + 1,70    |
| 31 mars 2014      | 9,20  | - 0,60    |
| 30 avril 2014     | 9,00  | - 0,20    |

| Date              | %     | Évolution |
| ----------------- | ----- | --------- |
| 31 mai 2014       | 9,70  | + 0,70    |
| 30 juin 2014      | 8,10  | - 1,60    |
| 31 juillet 2014   | 7,50  | - 0,60    |
| 31 août 2014      | 7,90  | + 0,40    |
| 30 septembre 2014 | 7,30  | - 0,60    |
| 31 octobre 2014   | 8,70  | + 1,40    |
| 30 novembre 2014  | 8,10  | - 0,60    |
| 31 décembre 2014  | 10,70 | + 2,60    |
| 31 janvier 2015   | 11,70 | + 1,00    |
| 28 février 2015   | 15,20 | + 3,50    |
| 31 mars 2015      | 21,70 | + 6,50    |
| 30 avril 2015     | 30,10 | + 8,40    |
| 31 mai 2015       | 34,10 | + 4,00    |
| 30 juin 2015      | 31,80 | - 2,30    |
| 31 juillet 2015   | 32,30 | + 0,50    |
| 31 août 2015      | 35,90 | + 3,60    |
| 30 septembre 2015 | 34,60 | - 1,30    |
| 31 octobre 2015   | 35,50 | + 0,90    |
| 30 novembre 2015  | 32,90 | - 2,60    |
| 31 décembre 2015  | 33,10 | + 0,20    |
| 31 janvier 2016   | 35,30 | + 2,20    |

| Date              | %     | Évolution |
| ----------------- | ----- | --------- |
| 29 février 2016   | 35,90 | + 0,60    |
| 31 mars 2016      | 36,10 | + 0,20    |
| 6 avril 2016      | 32,40 | - 3,70    |
| 12 avril 2016     | 29,30 | - 3,10    |
| 30 avril 2016     | 26,60 | - 2,70    |
| 31 mai 2016       | 27,40 | + 0,80    |
| 30 juin 2016      | 27,90 | + 0,50    |
| 28 juillet 2016   | 25,30 | - 2,60    |
| 31 août 2016      | 25,80 | + 0,50    |
| 14 septembre 2016 | 23,10 | - 2,70    |
| 30 septembre 2016 | 20,60 | - 2,50    |
| 13 octobre 2016   | 18,30 | - 2,30    |
| 28 octobre 2016   | 17,90 | - 0,40    |
| 29 novembre 2016  | 13,70 | - 4,20    |
| 30 décembre 2016  | 14,60 | + 0,90    |
| 31 janvier 2017   | 13,40 | - 1,20    |
| 28 février 2017   | 12,00 | - 1,40    |
| 31 mars 2017      | 10,30 | - 1,70    |
| 30 avril 2017     | 13,10 | + 2,80    |
| 31 mai 2017       | 12,90 | - 0,20    |
| 30 juin 2017      | 14,20 | + 1,30    |

| Date              | %     | Évolution |
| ----------------- | ----- | --------- |
| 31 juillet 2017   | 12,90 | - 1,30    |
| 31 août 2017      | 13,10 | + 0,20    |
| 14 septembre 2017 | 9,80  | - 3,30    |
| 29 septembre 2017 | 10,30 | + 0,50    |
| 13 octobre 2017   | 8,80  | - 1,50    |
| 20 octobre 2017   | 10,70 | + 1,90    |
| 27 octobre 2017   | 9,00  | - 1,70    |
| 30 novembre 2017  | 10,40 | + 1,40    |
| 29 décembre 2017  | 10,10 | - 0,30    |
| 31 janvier 2018   | 10,70 | + 0,60    |
| 28 février 2018   | 11,90 | + 1,20    |
| 28 mars 2018      | 12,50 | + 0,60    |
| 30 avril 2018     | 11,00 | - 1,50    |
| 31 mai 2018       | 13,30 | + 2,30    |
| 30 juin 2018      | 13,10 | - 0,20    |
| 31 juillet 2018   | 13,90 | + 0,80    |
| 31 août 2018      | 12,50 | - 1,40    |
| 30 septembre 2018 | 11,50 | - 1,00    |
| 31 octobre 2018   | 10,60 | - 0,90    |